# Conrad Neusidler
Conrad Neusidler (auch Konrad Neusidler, * 1541 in Nürnberg; † nach 1604 in Augsburg) war ein deutscher Lautenist und Komponist. Er war der Sohn des Lautenisten Hans Neusidler und Bruder von Melchior Neusidler.

## Leben und Werk
Conrad Neusidler war Bürger von Nürnberg und siedelte 1562 nach Augsburg über. Die Lautenbücher des Rudolf Wyssenbach (Zürich 1550) und Philipp Hainhofer (1603) enthalten einige Stücke von Conrad Neusidler.